# 親中派
親中派（しんちゅうは、英語: Pro-Chinese）は、中華人民共和国（中国）に好感・賛意を示している人物のこと。対義語は反中派・嫌中派。中国の文化全般に好感を持つ人（親中家）や中国文化に好感を持つことはシノファイルという。

## 日本における日中・日台関係
日本では、歴史的経緯から、古代中国を中心に親しみを感じる人がいる一方で、現代を取り巻く東アジア情勢、とりわけ中華人民共和国（中国共産党）と中華民国（中国国民党）との相克から、歴史的に、政治的な立場として「親中派」「親台湾派」と声高に呼称されていた時期があった。
中華人民共和国成立の1949年当時、日本は連合国軍占領下にあり、いずれ大陸の中華人民共和国か台湾の中華民国政府のいずれの政府と講和条約を締結するかとの問題が生じていた。1950年6月25日に朝鮮戦争が勃発すると、中国人民志願軍（抗美援朝義勇軍）が国連軍と対抗するために派遣されたことによって米中関係が決定的に悪化し、1952年日本は台湾を選択し日華平和条約を締結した。一方、東アジアの冷戦構造のなかで大陸と日本との人的・経済的交流は続けられており、1972年のニクソン訪中を境に同9月、日中国交正常化で台湾とは国交断絶になった。日中・日台関係は冷戦構造の拘束性のなかでそれぞれ表裏の関係にあった。親中派閥・親台派閥は在日華僑組織を含めた政治問題として存在した。
同じく東側諸国であるソビエト連邦も中国との理論対立があり、中ソ対立がおこった。各国の共産党・社会主義政党は親ソ派、親中共派、自主独立路線の三派閥となった。
中華人民共和国政府は、日中関係が断絶していた時期に日本社会党使節団や日中友好協会主流派、日中文化交流協会などには友好的な態度を続けた。自由民主党のなかでは石橋湛山、松村謙三、宇都宮徳馬ら自民党左派が日中関係改善に動き出すことになる。
中華人民共和国政府の寛容な処遇に恩義を感じていた引揚者や旧軍関係者によって中国帰還者連絡会が結成される一方、終戦時の中華民国政府の寛容な対日政策に恩義を感じていた引揚者や旧軍関係者は蔣介石神話を生んで「親台派」を形成するバックボーンとなっていた。

## 現代日本における「親中派」
中国産製品の輸入増加、中国への日本企業の進出等、中国の存在が日本経済に多大な影響を及ぼしていることから、経済界の多くが親中派と言われる。ウェブサイトを中心にしたメディアでは、親中派に対して「媚中」（びちゅう）といった言葉を当て、否定的な文脈で語られることがある。但し、親中派であっても多様な意見の差異も見られ、一概に親中派が定義できるわけではない。
尖閣諸島中国漁船衝突事件の影響もあり、2010年10月に実施された内閣府の世論調査によれば、中国に対して「親しみを感じる」とする者の割合が20.0％（「親しみを感じる」4.6％＋「どちらかというと親しみを感じる」15.4％）となっており、日本の親中感情は低いと言える。

## 世界の親中度
BBCワールドサービスやピュー・リサーチ・センターやユーロバロメーターが定期的に実施している世界各国を対象とした対他国感情に関する調査によれば、調査対象国における対中・対中国人感情は否定的な回答を示しており、中国は、世界に対して悪影響を与えていると評価されている。なかでも人権意識が強い欧米諸国は、チベット問題やウイグル問題や香港問題の影響から、中国に対する悪感情が形成されており、中国を否定的にとらえる回答が多い傾向にある。さらに、2020年にパンデミックとなった新型コロナウイルス感染症が主要因となり、中華人民共和国国家安全部のシンクタンクである現代国際関係研究院は、対中感情の悪化が天安門事件以来の高まりとなっていると結論づけており、アメリカ、カナダ、オーストラリア、欧州連合などに限らず、係争地域で死者の出る衝突が起きたインド、韓国、日本、南シナ海問題を抱える東南アジア諸国連合関係国などのアジア諸国を含む国際社会での対中感情は過去最悪となっている。
2020年にシンガポールのシンクタンクであるISEASユソフ・イサーク研究所がASEAN諸国の政府高官、学者、専門家など1300人を対象に実施した調査によると、ASEAN諸国では中国の政治・経済的影響力への警戒感が広がっており、中国に不信感があるという割合は、2019年の52%弱から2020年には60%強に上昇し、また40%近くが「中国は現状の秩序を打ち壊そうとする勢力で、東南アジアを自らの影響圏に入れようとしている」との認識を示した。ISEASユソフ・イサーク研究所は、「中国の著しい、そしてなお増大し続けている影響力に対する地域の懸念は、中国による強大なパワーの使い方に不透明感があるからだ」として、中国の台頭が平和的ではないとの懸念を高めていると指摘しており、特に中国に対する不信感は、南シナ海問題で中国と争っているベトナムとフィリピンで際立っている。
2021年5月、習近平党総書記（国家主席）は「自信を示すだけでなく謙虚で、信頼され、愛され、尊敬される中国のイメージづくりに努力しなければいけない」と語り、外国から「愛される中国のイメージづくり」を指示し、中国共産党が組織的に取り組み、予算を増やし、「知中的、親中的な国際世論の拡大」を実現するよう対外情報発信の強化を図るよう訴えた。これは近年の中国外交は批判に対して攻撃的に反論する戦狼外交を展開してきたが、戦狼外交は中国内では支持を得ているが、国際社会では対中感情を悪化せており、高圧的な対外発信で中国の好感度が下がっていることへの反省があるとみられる
| 調査対象国     | 肯定 | 否定 | どちらでもない | 肯定-否定 |
| -------------- | ---- | ---- | -------------- | --------- |
| 日本           | 9%   | 86%  | 5              | -77       |
| スウェーデン   | 14%  | 85%  | 1              | -71       |
| オーストラリア | 15%  | 81%  | 4              | -66       |
| デンマーク     | 22%  | 75%  | 3              | -53       |
| イギリス       | 22%  | 74%  | 4              | -52       |
| アメリカ       | 22%  | 73%  | 5              | -51       |
| 韓国           | 24%  | 75%  | 1              | -51       |
| カナダ         | 23%  | 73%  | 4              | -50       |
| オランダ       | 25%  | 73%  | 2              | -48       |
| ベルギー       | 24%  | 71%  | 5              | -47       |
| ドイツ         | 25%  | 71%  | 4              | -46       |
| フランス       | 26%  | 70%  | 4              | -44       |
| スペイン       | 36%  | 63%  | 1              | -27       |
| イタリア       | 38%  | 62%  | 0              | -24       |

| 調査対象国     | 肯定 | 否定 | どちらでもない | 肯定-否定 |
| -------------- | ---- | ---- | -------------- | --------- |
| 日本           | 14%  | 85%  | 2              | -71       |
| スウェーデン   | 25%  | 70%  | 6              | -45       |
| カナダ         | 27%  | 67%  | 5              | -40       |
| アメリカ       | 26%  | 60%  | 13             | -34       |
| チェコ         | 27%  | 57%  | 16             | -30       |
| フランス       | 33%  | 62%  | 5              | -29       |
| 韓国           | 34%  | 63%  | 2              | -29       |
| 中華民国       | 35%  | 61%  | 3              | -26       |
| ドイツ         | 34%  | 56%  | 11             | -22       |
| オランダ       | 36%  | 58%  | 6              | -22       |
| オーストラリア | 36%  | 57%  | 7              | -21       |
| イタリア       | 37%  | 57%  | 7              | -20       |
| イギリス       | 38%  | 55%  | 7              | -17       |
| スペイン       | 39%  | 53%  | 8              | -14       |
| フィリピン     | 42%  | 54%  | 4              | -12       |
| スロバキア     | 40%  | 48%  | 12             | -8        |
| インドネシア   | 36%  | 36%  | 27             | 0         |
| ハンガリー     | 40%  | 37%  | 24             | 3         |
| 南アフリカ     | 46%  | 35%  | 19             | 11        |
| リトアニア     | 45%  | 33%  | 21             | 12        |
| ポーランド     | 47%  | 34%  | 19             | 13        |
| ギリシャ       | 51%  | 32%  | 17             | 19        |
| アルゼンチン   | 47%  | 24%  | 29             | 23        |
| ブラジル       | 51%  | 27%  | 22             | 24        |
| メキシコ       | 50%  | 22%  | 28             | 28        |
| ケニア         | 58%  | 25%  | 16             | 33        |
| ブルガリア     | 55%  | 20%  | 25             | 35        |
| イスラエル     | 66%  | 25%  | 9              | 41        |
| ウクライナ     | 57%  | 14%  | 28             | 43        |
| レバノン       | 68%  | 22%  | 10             | 46        |
| チュニジア     | 63%  | 16%  | 21             | 47        |
| ナイジェリア   | 70%  | 17%  | 13             | 53        |
| ロシア         | 71%  | 18%  | 11             | 53        |

| 調査対象国     | 肯定 | 否定 | 肯定-否定 |
| -------------- | ---- | ---- | --------- |
| スペイン       | 15%  | 68%  | –53       |
| アメリカ       | 22%  | 70%  | –48       |
| インド         | 19%  | 60%  | –41       |
| トルコ         | 29%  | 54%  | –25       |
| フランス       | 35%  | 60%  | –25       |
| インドネシア   | 28%  | 50%  | –22       |
| イギリス       | 37%  | 58%  | –21       |
| ドイツ         | 20%  | 35%  | –15       |
| カナダ         | 37%  | 51%  | –14       |
| オーストラリア | 46%  | 47%  | –1        |
| ブラジル       | 45%  | 38%  | 7         |
| ギリシャ       | 37%  | 25%  | 12        |
| ペルー         | 49%  | 34%  | 15        |
| ロシア         | 44%  | 23%  | 21        |
| メキシコ       | 55%  | 26%  | 29        |
| ケニア         | 63%  | 27%  | 36        |
| パキスタン     | 63%  | 12%  | 51        |
| ナイジェリア   | 83%  | 9%   | 74        |
| 中国           | 88%  | 10%  | 78        |

| 調査対象国     | 肯定 | 否定 | 肯定-否定 |
| -------------- | ---- | ---- | --------- |
| チェコ         | 25%  | 69%  | –44       |
| フランス       | 21%  | 63%  | –42       |
| ルクセンブルク | 24%  | 61%  | –37       |
| ドイツ         | 26%  | 61%  | –35       |
| スウェーデン   | 31%  | 64%  | –33       |
| イタリア       | 29%  | 60%  | –31       |
| スペイン       | 29%  | 59%  | –30       |
| オランダ       | 32%  | 60%  | –28       |
| デンマーク     | 32%  | 59%  | –27       |
| ベルギー       | 34%  | 61%  | –27       |
| オーストリア   | 34%  | 57%  | –23       |
| フィンランド   | 36%  | 55%  | –19       |
| マルタ         | 30%  | 47%  | –17       |
| スロベニア     | 41%  | 53%  | –12       |
| ポーランド     | 37%  | 48%  | –11       |
| ハンガリー     | 40%  | 50%  | –10       |
| ポルトガル     | 36%  | 45%  | –9        |
| スロバキア     | 36%  | 44%  | –8        |
| アイルランド   | 39%  | 47%  | –8        |
| ギリシャ       | 45%  | 49%  | –4        |
| イギリス       | 39%  | 41%  | –2        |
| エストニア     | 43%  | 35%  | 8         |
| リトアニア     | 49%  | 36%  | 13        |
| クロアチア     | 54%  | 39%  | 15        |
| ブルガリア     | 47%  | 31%  | 16        |
| ルーマニア     | 56%  | 34%  | 22        |
| ラトビア       | 51%  | 29%  | 22        |
| キプロス       | 58%  | 27%  | 31        |

## 諸国における親中

### アメリカ合衆国
米国においてはパンダハガー（panda hugger）とも呼ばれ、代表的な人物としては「中国の扉をノックしたのは自分たちで、それによって我々が中国を世界の舞台へと導き出したのだ」と自身の回顧録に記すなど、リチャード・ニクソン政権下で米中の接近に重要な役割を果たしたヘンリー・キッシンジャーやジミー・カーター政権で米中国交樹立に重要な役割を果たしたズビグネフ・ブレジンスキー、ロナルド・レーガン政権で米中の秘密工作を推し進めたマイケル・ピルズベリーらが挙げられる。アメリカでは、親中派は強い影響力と人脈を持っており、主に経済界が中心である。近年では中国企業によるM&A（聯想集団によるIBMの事業買収や不成功に終った中国海洋石油によるユノカルへの買収など）、スキャンダル（B-2やイージス艦などのスパイ事件の頻発や中国政府の検閲や装備へのハイテク業界の協力など）や人民元改革などの影響で注目されてきている。
親中派が台頭した背景には米中間で協力が拡大されたことが挙げられるが、その口火を切ったのはビル・クリントン政権と思われがちだが、実際はレーガン政権であった。国防総省で政策企画局長補佐などを務めていたマイケル・ピルズベリーらによって世界の各地で米中の秘密工作は推し進められ、レーガン政権は初めてハイテク製品の対中輸出を実行し、当時の国防長官であるキャスパー・ワインバーガーが1983年9月に発表してから退任まで215種の内、軍需用を含む32種をも大幅に規制緩和し、輸出額は80億ドルも上回り、1984年には中国は日本並にまでグループが格上げされ、UH-60 ブラックホークやC-130 などが輸出され始め、ジャガー戦車やNFV-1歩兵戦闘車、グラマン社とのFC-1やJ-8II、ロッキード社とのY-8Cの共同開発も行うまでになった。レーガンの後に就いた元米中連絡事務所所長のジョージ・H・W・ブッシュ大統領はさらに13種を増やすことを発表したが、天安門事件を受けて白紙になる。これがクリントン政権下で再開されたのである。クリントン政権は親中派や中国政府関係筋から巨額の献金を受け取っており、ヒューズ社やローラル社による監視衛星や弾道ミサイル誘導システム、MIRVの技術の中国共産党への供給を許可したとして議会から非難された。
クリントン政権の影響で民主党は親中派が多いとされてきたが、近年では党内において対中強硬派が台頭してきている。その理由としては、以下の二つが挙げられる。一つはチベット問題に代表される、中国国内の人権状況に対するリベラル派からの非難である。もう一つは、国内の雇用を守るという名目で保護主義的傾向を強めていることである。すなわち近年対中貿易赤字は拡大の一途をたどっており、このことから民主党議員の間には中国に対する強硬で批判的な見解が噴出している。
一方、民主党とは対照的に共和党は中国に厳しいとされてきたが、実際は、ニクソンによる訪中以来、キッシンジャーやジョージ・H・W・ブッシュら、中国共産党に友好的な親中派が少なくなく、現にかつてのニクソン政権やレーガン政権の高官が中国政府のロビー活動を行っている。中国系アメリカ人のイレーン・チャオが初めて入閣したジョージ・W・ブッシュ政権にもヘンリー・ポールソンやジョン・ネグロポンテなど親中派が影響力を行使していた。
2009年発表のアメリカ人世論調査アンケートでは「将来より重要になる国」は、中国（58%）が1位となりその他は、インド（55%）、ブラジル（37%）、欧州連合（EU＝19%）、ロシア（17%）、日本（16%）の順となった。また、2015年の調査では30％が「中国を信頼できる」と回答している。

### 中華民国（台湾）
中華民国（台湾政府）にとって北京の中国共産党政府（中国政府）は2度の国共合作は行ったものの国共内戦で決裂した敵であり、中国国民党による一党独裁時代の台湾で「親中（北京）派」は取り締まられた。だが、台湾の民主化と共に台湾独立を目指す泛緑連盟が勢力を伸ばすと、これに対抗して「一つの中国」で中国政府と利害が一致した統一派は統派と呼ばれ、右派の新党から左派の台湾労働党まで抱える一大勢力を築いた。統派寄りの泛藍連盟と泛橘連盟は中国政府に接近して親中化、その代表格である中国国民党が政権を奪還した際は中台首脳会談や中台FTAなど政治・経済的交流活動を活発化させ、より急進的に統一を望む極右の中華統一促進党や極左の台湾共産党や中華民国共産党なども民間で結成された。しかし、国民党政権の一連の政策は泛緑連盟から「第三次国共合作」「親中的」（台湾軽視）との批判を受け、2014年にひまわり学生運動が起きると国民党（馬英九）政権の支持率は10%台にまで低下した。しかし、泛緑連盟にも親中派は存在しており、独立派で有名な頼清徳は「私は親中であって反中ではない。親中愛台だ」と発言している。

### 香港・マカオ
中国国内の特別行政区である香港とマカオでは、北京の中央政府に対する立場が政治家・政党を分類する基準の一つになっている。中央政府に好感・賛意を示す労働組合と商工業者や官僚などを束ねた親中的な勢力は建制派（親北京派とも。英：Pro-Beijing camp。）と呼ばれ、各立法会で過半数を占めている。2014年に香港で特別行政区行政長官の選出方法を巡って「雨傘革命」と呼ばれる大規模な抗議活動が起きた際は、中央政府の政策を支持してデモ隊の路上占拠を非難し、デモ鎮圧のために暴力団の三合会を雇ったとも批判されている。なお、建制派と違い中央政府の自治方針に反発する勢力は泛民主派（民主派とも。英：Pan-democracy camp。）と呼ばれており、彼らは親中派のことを侮蔑的に保皇党（中：保皇黨）と呼ぶ場合がある。

### パキスタン
パキスタンはニクソン大統領の中国訪問を仲介した経緯などもあり、国民の間で中国人気が高く、アメリカがインドへ歩み寄るなか、軍事、核開発、経済で中国政府の支援を頼りにしている。

### アフリカ
アフリカの多くの国に大使館を持っている中国は、長年アフリカ諸国からの国費留学生をたくさん受け入れており、中国への留学経験者が大統領になっていることも少なくない（例：エチオピアのムラトゥ・テショメ、エリトリアのイサイアス・アフェウェルキ）。そのためかアフリカには親中派が多い。中国がアフリカ諸国に対し多くのODAを貢献している面で評価は高い。アフリカ連合本部も中国が建設費を全額負担した。
近年中国がアフリカ諸国と関係を深めている中で、ヨーロッパがアフリカ諸国に「中国による植民地化」を警戒するよう求めた事に対しナイジェリア「Daily Trust」紙でアフリカ諸国が「西側国家にそのような事を言う資格はない」と反論しており 親中化の傾向が見られる。かつてヨーロッパ諸国は植民地支配で膨大な搾取で多くのアフリカ人の命を奪い、搾取と愚民化の歴史をアフリカ諸国に対して謝罪の姿勢は見せておらず、また謝罪が要求されているわけではない。
中国の対アフリカ戦略の思惑は、（1）アフリカ53ヶ国に影響力を行使できれば国際機関における発言力を高めることが出来るという外交戦略、（2）人権外交における中国・アフリカ諸国の相互協力、（3）中国が採る台湾政策の支持獲得、（4）中国とアフリカ諸国の貿易拡大に起因する市場政策（5）中国の影響力を高めるための軍事援助と旧武器処分による武器移転戦略があると指摘されている。